# Buffalo Bisons (1937-1938)
I Buffalo Bisons sono stati una franchigia di pallacanestro della NBL, con sede a Buffalo, nello Stato di New York, attivi tra il 1937 e il 1938.
Vennero fondati nel 1937 e disputarono la stagione di esordio della NBL. Non si ripresentarono per il campionato successivo.

## Stagioni
| Stagione | Lega | Denominazione  | V | P | %    | Piazzamento | Play-off |
| -------- | ---- | -------------- | - | - | ---- | ----------- | -------- |
| 1937-38  | NBL  | Buffalo Bisons | 3 | 6 | 33,3 | 4º          | -        |